# 数学オリンピックプログラム
Mathematical Olympiad Program（略称MOP、以前はMathematical Olympiad Summer Programを略称されたMOSP）は、カーネギーメロン大学で夏に開催される集中プログラムである。1974年以来開催されているMOPの主な目的は、国際数学オリンピック（IMO）のために米国チームの6人のメンバーを選考して訓練することである。

## 選考過程
学生は、米国の数学オリンピック（USAMO）に参加することにより、プログラムに参加することができる。12歳までのアメリカ人は、すべての学年で"黒"グループを形成し、11歳未満の学生の中で、約18歳の次の最高得点が"青"グループを形成する。
2004年、このプログラムは、年間で最も高給のアメリカの新入生と約30人の2年生、"赤"グループを含むように拡張された。このグループは後に、USAMOとUSAJMOを通じて資格を得た最高得点の新入生と2年生の学生からなる"緑"グループに分かれる。これらのグループのカラフルな名称は、空手から改作された。
2013年、赤と緑のグループが統合された。また、新しいシステムでは、"黒"グループには多かれ少なかれIMOチームのみが含まれ、必ずしもすべてのUSAMO受賞者とは限らない。
2011年まで、USAMOの結果とチーム選択テスト（TST）と呼ばれる同様のコンテストの結果を組み合わせて決定された、USA IMOチームの選考対象となったのはブラックMOPpersのみだった。2011年から、チーム選抜テスト選抜テスト（TSTST）と呼ばれる新しいコンテストが設立された。このコンテストはMOPの参加者の誰でも参加できる。USAMOの結果とともに、TSTを受講する学生が決定する。最終的には、これがUSAMOとMOPの競争と共に、IMOチームを決定する。
カナダ人はUSAMOを受験することが許可されているが、米国居住者でない限りMOPに参加することはできない。時折、カナダ人がUSAMOの勝者の1人である場合、最高得点の名誉ある言及が"黒"グループに追加される。これらの追加の学生もIMOチームの資格がある。2005年に、そのような学生はチームの資格を得て、IMOで金メダルを獲得した。TSTSTシステムの下で、2011年から、名誉ある言及はIMOチームの資格を得ることができ、そうする場合、"黒"グループに入れられる。

## カットオフスコア
2010年以降の赤はUSAJMOを指し、2009年以前はUSAMOを指す。
| 年   | 黒 | 青 | 緑 | 赤 | ピンク |
| ---- | -- | -- | -- | -- | ------ |
| 2002 | 35 |    |    |    |        |
| 2003 | 28 |    |    |    |        |
| 2004 | 24 |    |    |    |        |
| 2005 | 29 |    |    |    |        |
| 2006 | 25 | 18 |    | 9  |        |
| 2007 | 23 | 17 |    | 9  |        |
| 2008 | 28 | 20 |    | 10 | 2      |
| 2009 | 27 | 18 |    | 8  | 8      |
| 2010 | 29 | 23 | 18 | 35 | 10     |
| 2011 | 35 | 28 | 21 | 28 | 6      |
| 2012 | 35 | 22 | 17 | 21 | 5      |
| 2013 | 30 | 22 | 14 | 29 | 10     |
| 2014 | 32 | 22 | 13 | 25 | 2      |
| 2015 | 27 | 16 | 11 | 27 | 10     |
| 2016 | 28 | 20 | 14 | 21 | 3      |
| 2017 | 25 | 20 | 16 | 36 | 6      |
| 2018 | 24 | 22 | 15 | 27 | 1      |
| 2019 | 32 | 24 | 22 | 33 | 25     |

ただし、グループのカットオフスコアは厳密ではない。一部の学生は、プログラムの開始時にグループ間を移動する。ただし、プログラムに誰を招待するかは決まります。European Girls' Math Olympiadのメンバーを選択するプロセスの一環として、長年、Math Olympiadプログラムは女子学生をキャンプに招待している。2017年のカットオフは、USAMOでは13、USAJMOでは20だった。2018年のカットオフは、USAMOでは8、USAJMOでは11だった。

## 場所
最初の数回のMOPは、ラトガース大学で開催された。その後、1995年までの間は、プログラムは偶数年にメリーランド州アナポリスの米国海軍兵学校、奇数年にウェストポイントの米国陸軍士官学校が交互に主催した。1995年のMOPはイリノイ州オーロラのIMSAで開催され、当時MOPのディレクターであったTitu Andreescuが数学部のメンバーだった。1996年以降のMOPのほとんどはAMC本社があるネブラスカ州リンカーンで開催された。2001年の夏は例外的に米国ではワシントンD.C.でIMOが開催され、近くのジョージタウンがMOPの開催地として選ばれた。2015年から、MOPはペンシルベニア州ピッツバーグのカーネギーメロン大学で開催された。(2020年と 2021年は 新型コロナウイルス感染症の流行の影響でオンライン開催した)。

## 通年のMOP
何年もの間、米国のIMOチームのトレーニングプログラムを拡張するという考えが議論された。2004〜2005年度、US IMOチームのコーチであるZuming Fengは、Art of Problem Solving（AoPS）サイトを利用して、ディスカッションの目的で冬季オリンピックトレーニングプログラムを指揮していた。プログラムは短期間で、その年だけ続いた。MOPの参加者は、Art of Problem SolvingのWOOTプログラムに無料で参加できるようになった。